# Dell Comics
Dell Comics és una filial de l'editorial americana Dell Publishing fundada l'any 1921 per George T. Delacorte, Jr. Des de 1929, Dell Publishing s'interessa per l'edició de còmic però cal esperar a 1936 perquè es llanci verdaderament a aquest mercat en expansió quan publica Popular Comics. A finals dels anys 1930, l'editorial s'associa a Western Publishing i a The Walt Disney Company per publicar adaptacions i de les històries originals dels personatges de la Disney. Esdevé llavors un editor important. Altres heroi de dibuixos animats són més endavant també adaptats en còmics així com diversos films o sèries televisades. Fins als anys 1950, Dell Comics és el primer editor de còmics amb títols venent-se diversos milions d'exemplars com Walt Disney's Comics and Stories (més de 3 millions per cada número l'any 1953).
Si no es toca la introducció del Comics Code, l'organització d'autocensura del còmic o la desaparició de la companyia de distribució American News Company no l'afecta, experimenta no obstant una contínua erosió de vendes a la segona meitat de la dècada de 1950, que es veu amplificada per la decisió d'augmentar el preu dels còmics de 10 à 15 cents cosa que perjudica la salut de l'empresa. El 1962, Dell va experimentar una greu crisi, ja que el propietari dels drets d'adaptació de la Western Publishing va decidir trencar el contracte que la vinculava a Dell. Dell intenta mantenir-se comprant drets sobre les noves sèries i llançant sèries originals, però això no és suficient per mantenir els seus lectors. Incapaç de recuperar la dinàmica d'abans, Dell es converteix en un editor secundari. El 1973, Dell Publishing va decidir tancar aquesta divisió.
Dell Comics va publicar còmics de diferents gèneres, però són les seves adaptacions les que el van convertir en l'editor més important durant l'edat daurada i l'edat de plata dels còmics. Gràcies al seu còmic estrella Four Color, centenars de personatges van ser provats abans de tenir els seus propis còmics. A més, en els còmics publicats per Dell apareixen per primer cop personatges com Oncle Garrepa o Pogo de Walt Kelly. A més de les adaptacions d'animals antropomorfs, també va tenir èxit gràcies a les seves adaptacions de sèries de televisió de westerns, però també gràcies a personatges com Tarzan.

## Història

### Origen
L'any 1921, George T. Delacorte, Jr., un advocat que havia decidit d'abandonar el seu ofici per llançar-se a l'edició, funda Corte Publishing Company, Inc. una societat d'edició de pulps, publicacions de qualitat d'edició molt dolenta però amb preu de venda molt baix ja que costen generalment 10 cèntims de dòlar. L'any 1929, la societat és reanomena com Dell Publishing i Delacorte decideix llançar una nova revista anomenada The Funnies que és el primer setmanari americà en publicar únicament còmics. Per això signa un contracte amb Eastern Color Printing que des de 1924 s'ocupa del color dels còmics que es publiquen a la premsa. El 16 de gener de 1929 apareix doncs el primer número de The Funnies, constituït únicament de sèries inèdites, al preu de 10 cèntims. A aquest preu, la publicació no és rendible i des del tercer número el seu preu passa a 30 cents. La revista torna a 10 cents a partir del numéro 22, preu que manté fins al seu últim número, el 36, publicat el 16 d'octubre de 1930. Com aquesta revista té format tabloide, no és considerat com el primer comic book sinó només com un dels precursors del format.
El 1933, el propietari de Eastern Color, es va dirigir a Dell Publishing per provar una nova experiència en l'edició de còmics. Després de l'èxit dels primers còmics gratuïts titulats Funnies on Parade i A Century of Comics i els que va servir regal publicitari, Eastern té la intenció d'embarcar en l'edició de còmics, però necessita una base financera que li pot proporcionar Dell Publishing. Convençut de la idea, Delacorte s'associa a Eastern i el maig de 1934 es publica Famous Funnies (amb data de portada juliol de 1934) que no es ven a les botigues de diaris sinó als minoristes de grans distribuïdors com Woolworth's al preu de 10 cèntims. Es publiquen 35 000 exemplars d'una primera prova i en un mes es venen tots. Tot i això, no convenç a Delacorte, que prefereix retirar-se de l'aventura i abandona Eastern Color per publicar Famous Funnies, sèrie 2, a partir de maig de 1934 .

### Primers còmics

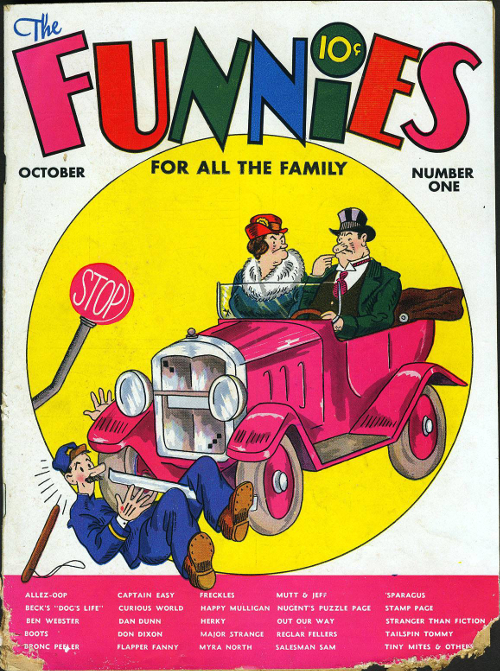
Portada del primer número de The Funnies, octubre 1936

Al febrer de 1936, Dell va canviar de política i va llançar el seu primer comic book real anomenat Popular Comics distribuït per American News Company. Igual que altres còmics de l'època, el contingut consta de reimpressions de tires de còmic com Dick Tracy de Chester Gould o Gasoline Alley de Frank King. Després vindrà una nova versió de The Funnies, aquesta vegada en format de comic book i el 1937 The Comics. Aquests tres còmics són preparats per Max Gaines, sovint considerat l'inventor del comic book.
El 1938, Dell es va associar amb l'editorial Western Publishing per publicar obres per a joves els personatges dels quals són creacions de Disney. Aquesta associació a tres es desenvolupa per a la publicació de còmics en què els personatges de Disney fan aparicions recurrents. El principi de col·laboració és el següent: Dell té cura del finançament, Western de l'aspecte creatiu i de la impressió i és Western qui posseeix els drets d'edicions. Tot i això, aquest acord només es formalitza 29 novembre 1944. El document signat en aquesta data confirma la relació comercial entre les dues empreses que estava vigent des de diversos anys, però que només s'havia formalitzat amb un cop de mà. Així, el 1939, Dell llança un nou còmic titulat Four Color que difereix enormement dels altres còmics publicats en aquell moment. Ja no es tracta d'una antologia i cada número es dedica a un sol personatge que se suposa que atrau el lector més que els còmics. El títol Four Color apareix poques vegades a la portada. Els personatges sovint canvien d'un número a un altre i el ritme de publicació és important ja que molts còmics surten sovint el mateix mes, mentre que altres editors prefereixen una periodicitat bimestral o fins i tot mensualment per a creacions importants com Superman de National Comics, actual DC Comics. Així, els còmics de Four Color arriben als 1.354 números i permet veure si els personatges són prou populars per tenir els seus propis còmics. L'èxit d'aquesta fórmula és tal que permet a Dell prescindir de la publicitat durant més de deu anys.

### La postguerra

#### Període d'èxit
Dell es converteix en l'editor més important de l'època i els seus còmics representen un terç de les vendes totals. El 1954, Dell ven més de 300 millions de còmics entre tots els títols, alguns dels quals se'n venen cada mes prop d'un milió de còpies. Cap d'aquests còmics narra les aventures dels superherois ni segueixen la moda d'històries de terror o criminals. Per contra, Dell apunta a un públic infantil i utilitza personatges dels dibuixos animats de Disney (dins de Walt Disney's Comics and Stories) de Warner Bros. o de Walter Lantz. En aquests còmics es publiquen les aventures de l'ànec Donald i la seva família. Donald és, per primera vegada, l'heroi d'una aventura a l'octubre de 1942. Es publica en el nº9 de Four Color dibuixat per Carl Barks, que signa els seus primers còmics amb un personatge de la família dels ànecs. A octobre de 1947 Barks presenta en el nº178 la primera aventura en què apareix l'Oncle Garrepa. La família Duck no és l'única que s'utilitza en còmics d'animals antropomòrfics de Dell, ja que Mickey està present, i també altres personatges com Dumbo o Li'l Bad Wolf. A banda de les creacions de Walt Disney, les de Walter Lantz com Andy Panda o Woody Woodpecker, o les de la Warner Bros. (Bugs Bunny, ànec Daffy, etc.) també s'adapten sense assolir la qualitat de les produccions Disney. Dell també gaudeix d'èxit amb les seves adaptacions de pel·lícules i sèries de televisió. La primera adaptació d'un programa de televisió data de finals de 1949 i presenta les aventures del titella Howdy Doody.
Els còmics de Dell són els més reeixits, molt per davant dels de DC Comics, Timely o Fawcett Comics. Així, Walt Disney's Comics and Stories hereva titular de la Mickey Mouse Magazine, existent des del 1933, ven constantment més de 3 milions exemplars durant l'any 1953. Dell ven tant durant aquests anys que el juny de 1954, Walt Disney compra simbòlicament el còmic de 2,5 mil milions d'impressions de la companyia i el 1955, més de la meitat dels còmics publicats als Estats Units són publicats per Dell.

#### Subcomissió del Senat sobre delinqüència juvenil
Els còmics, tot i el seu èxit, van ser aviat criticats per les associacions de pares i després de la guerra s'intensifica la lluita contra la suposada immoralitat del còmic. A la dècada de 1950, els còmics van ser acusats de molts mals, incloent-hi la delinqüència, especialment a les sèries de terror com les de la EC Comics o les policíaques com les de Lev Gleason Publications. Per jutjar aquesta qüestió, l'Estat Federal va decidir investigar i establir, el 1953, un subcomitè del Senat sobre delinqüència juvenil. Moltes persones són entrevistades entre abril i juny de 1954 inclosa Helen Meyer, vicepresidenta de Dell Comics. Ella nega totes les acusacions explicant que no tots els còmics són iguals i que els còmics publicats per Dell no s'assemblen en res als còmics de terror ni als còmics policials que són condemnats per associacions de pares. Dell només distribueix còmics infantils i els caràcters amb llicència no es poden utilitzar de manera que perjudiquin els propietaris. Helen Meyer presenta els còmics de Dell, condemna els d'altres editors però rebutja la participació de Dell en l'òrgan d'autocensura de la indústria del còmic creat abans que la subcomissió tregui les conclusions. De fet, acceptar participar en això significaria que tots els còmics, inclosos els de Dell, són similars i tenen els mateixos valors. Els còmics Dell, en lloc de portar el segell dels Comics Code, porten a la contraportada un text que explica que els còmics de Dell no poden ser dolents per als seus fills. A la portada hi ha una frase pronunciada per Helen Meyer davant el subcomitè : « còmics Dell són bons còmics ". L'absència del segell de Comics Code no dificulta la circulació dels còmics i la American News Company continua distribuint-los. Dell va aconseguir no patir la crisi de la indústria del còmic arrel de la instauració del Comics Code i les moltes fallides d'editors on l'horror o la policia eren el negoci. Aquestes desaparicions d'editorials impliquen les de diversos distribuïdors, cosa que comporta una concentració en aquest sector. Quan American News Company, que estava en una posició de monopoli en aquesta zona, també es veu obligada a deixar d'operar l'agost de 1955, molts editors han de trobar urgentment un reemplaçament i alguns no aconsegueixen superar aquesta nova crisi. Dell aleshores prefereix crear la seva pròpia companyia de distribució per als seus còmics i evitar dificultats.

#### Crisi i finalització
Si a principis dels anys 1950 és un bon moment per a Dell, aquest no dura i les vendes cauen. Walt Disney's Comics and Stories va reduir les seves vendes a la meitat entre els principi dels anys cinquanta i els seixanta. Tractant de mitigar el descens dels ingressos, Dell va augmentar el preu d'aquests còmics i el febrer de 1959 apareix a les seves portades "Still 10 ¢" anticipant un proper augment de preus. Des de l'aparició de còmics el 1934 i el primer número de còmics Famous Funnies sempre havien costat 10 cèntims fins i tot en períodes d'alta inflació com després de la Segona Guerra Mundial. Tanmateix, atès que Dell publica sèries els drets dels quals pertanyen a altres empreses, ha de pagar drets d'autor cada cop més importants mentre que els ingressos, tot i que molt elevats, s'estanquen. Aquesta advertència de futur canvi de preus, però, es manté gairebé dos anys abans de materialitzar-se. A principis del 1961, el preu del còmic de Dell va augmentar fins a 15 cèntims, però aquesta decisió, que s'esperava que augmentaria els ingressos, va precipitar la davallada, ja que els nens es van allunyar dels còmics de Dell, amb una reducció forta del benefici, que es divideix en 4. Walt Disney's Comics and Stories 1961 no ven més que 500 000 exemplars. L'interès dels nord-americans pel western és llavors una nova preocupació per l'editorial. Aquesta situació difícil i persistent es resol al 1962 per una crisi que es manifesta de diverses maneres. En primer lloc, el còmic Four Color, bandera de l'editorial, deixa de publicar-se perquè, després d'assolir xifres rècord de circulació, ja només és una ombra d'ella mateixa. Això no és res comparat amb la decisió de Western Publishing de trencar el tracte amb Dell i de llançar la seva pròpia editorial de còmics, Gold Key Comics.
Com que era Western Publishing qui contractava als autors del còmic i qui ostentava els drets de totes les adaptacions, ja fossin personatges de novel·les, historietes, pel·lícules o sèries de televisió, Dell, tot i la seva llarga història d'èxit, va haver posar en pràctica tot el necessari per existir com editorial com si s'acabés de crear. Durant aquest període, Dell continua publicant còmics inspirats en televisió com Mission Impossible o Alvin i els Chipmunks, però també llança còmics d'aventures (Kona, Monarch of Monster Isle per exemple) o sèries de fantasia o terror (Dràcula, Frankenstein), el que era inimaginable en el moment de la grandesa de Dell. Sovint, aquestes innovacions són difícils d'imposar, ja que Dell Comics abandona la seva empresa matriu. Dell Publishing també s'enfronta a una transformació dels hàbits de lectura dels nord-americans i ha de canviar la seva política editorial. Els lectors s'orienten cada cop més a novel·les suaus i si aquest nou mercat és molt prometedor, necessita de l'editorial tota la seva atenció i tots els seus mitjans per no ser substituïts per altres. Dell Comics es converteix en un element menor, descuidat per Dell Publishing. Totes aquestes dificultats afegides a l'evolució del lector de còmics principals que prefereix cada vegada més històries de superherois impedeixen que els còmics de Dell es recuperi com en els temps de grandesa i gradualment la seva producció disminueix, es torna irregular i finalment s'atura el 1973.

## Política editorial
Des dels orígens de Dell Còmics fins al 1962, data de la seva separació de Western Publishing, es va caracteritzar per un esperit d'innovació i una concepció del còmic que només s'hauria d'adreçar als més joves. Delacorte va ser un dels primers a publicar revistes dedicades exclusivament al còmic. Tot i que The Funnies no és l'origen d'un nou gènere de revista i desapareix després de menys de dos anys, mostra el desig de l'editorial d'experimentar amb formats de llibres originals. A més, aquest fracàs no provoca el desinterès de Delacorte pel mitjà del còmic. Emprèn l'aventura quan Eastern Color li ofereix una col·laboració en l'aventura dels primers còmics. Posteriorment, Dell torna a innovar treballant amb Western Publishing i Disney per editar còmics d'animals. Aquest primer contracte obre el camí a altres acords i això permet que Dell accedir a la seva audiència preferida, els nens. En fer-ho, Dell rebutja tots els gèneres de còmics per a gent gran, que defineixen més o menys clarament com "mals còmics". Després de la creació del Comics Code al qual Dell es nega a participar, hi ha un missatge escrit a les portades dels còmics: "Dell Comics are good comics còmics" (Dell Comics són bons còmics). En destacar la innocuïtat dels seus còmics, els responsables de Dell s'asseguren una respectabilitat per part dels pares mantenint els seus lectors. D'altra banda, els impedeix veure còmics com qualsevol altra cosa que no sigui un entreteniment infantil. Es ignora el potencial dels còmics a favor d'un estil d'escriptura que no pot proposar obres complexes. A això, s'hi afegeix un text moralitzador encarregat per l'autor Gaylord DuBois que explica que totes les seves històries serveixen per difondre els valors d'èpoques passades, l'origen del qual és el missatge cristià.
Dell Comics opera d'una manera molt jeràrquica perquè els guionistes estan controlats pel director editorial que porta ell mateix els textos a Helen Meyer, la directora de l'empresa. És ella qui té l'última paraula sobre el que es publica i es prepara en còmics. El gerent editorial, però, també té un paper important perquè valida la idea inicial del guionista i després llegeix el guió complet abans d'acceptar-lo. Si troba que no és vàlid, potser s'haurà de reescriure el guió a partir de la idea original. Això ho fa a vegades Don Arneson, executiu editorial de Dell, del 1962 al 1973. Un altre departament editorial, el Director artístic, és el responsable específic de les portades de còmics. També és el responsable editorial qui fa la primera elecció en les propostes d'adaptacions de pel·lícules o sèries. De fet, els còmics de Dell són tan populars que l'editorial no ha de demanar els drets. Els productors envien els guions o acorden amb Helen Meyer i el director editorial una vista prèvia amb l'esperança que Dell accepti fer-se amb els drets. Els còmics es veuen més aviat com un objecte publicitari que serveix per atraure els espectadors davant de les pantalles. Un cop més, Helen Meyer té l'última paraula i els estudis no intenten mai influir en l'obra proporcionada per Dell.

## Sèries publicades

### Còmics d'animals

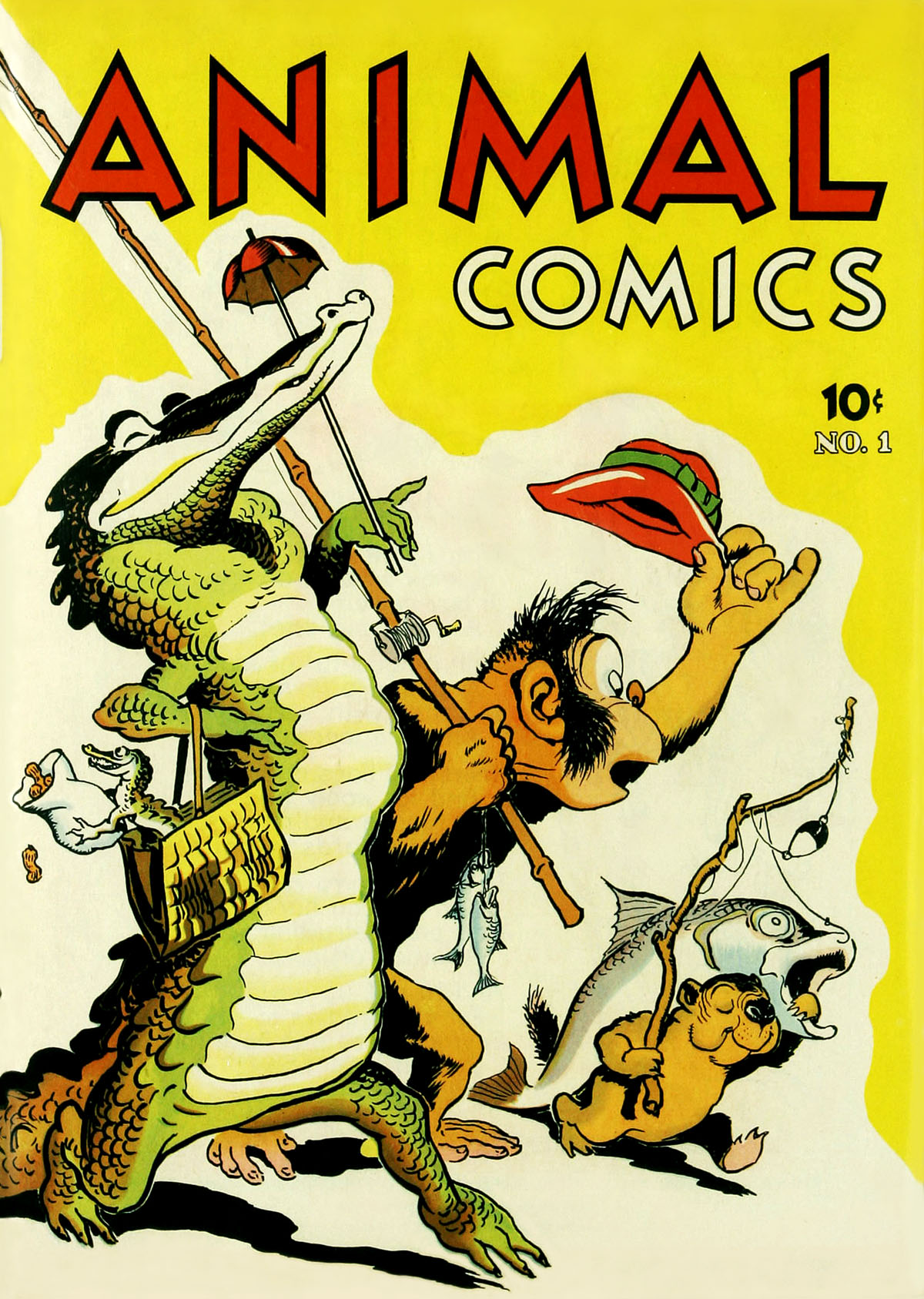
Portada del primer número de Animal Comics el 1942

Les primeres històries, protagonitzades per personatges Disney, es van publicar a Four Color el 1940 i són al principi reimpressions de historietes de Mickey Mouse dibuixades per Floyd Gottfredson i Silly Simphony, el personatge principal del qual és l'ànec Donald, dibuixades per Al Taliaferro. L'èxit d'aquestes reedicions va portar a Dell a produir un còmic, incloent històries originals, titulat Walt Disney's Comics and Stories. El dibuixant d'aquesta sèrie és Carl Barks, que es consagra amb les aventures de la família de Donald, i va introduir el 1947 el personatge de l'oncle Garrepa al número 178. L'oncle Garrepa va rebre el desembre de 1953 el seu propi còmic titulat Uncle Scrooge. Com ja havia aparegut a tres números de Four Color (386, 456 i 495), el primer Uncle Scrooge té el número 4. Aquest còmic va ser publicat per Dell fins al 1962 i va tenir 39 números. Posteriorment, va ser publicat per Gold Key que va reprendre la numeració amb el 41. Els esquirols Chip i Dale també tenen el seu còmic titulat Chip'n'Dale des de desembre de 1955 fins a juny de 1962 (27 números).
Looney Tunes and Merrie Melodies és el còmic dedicat a personatges dels estudis Schlesinger com Porky Pig i Bugs Bunny. A partir del número 166, la sèrie canvia el nom a Looney Tunes. La sèrie comença el 1941, però aquests primers números són força diferents dels dibuixos animats perquè els dibuixants reelaboren la mirada dels personatges sense que a ningú de l'estudi Schlesinger li importi. A més, mentre que Bugs Bunny és el personatge més important dels dibuixos animats i Daffy Duck sovint hi és present, als còmics és Porky Pig el personatge principal i Daffy Duck és gairebé inexistent. Altres còmics estan dedicats a un personatge particular : Bugs Bunny de desembre de 1952 a juliol de 1962 (58 números) o Daffy 14 números de gener de 1956 a abril de 1959 reanomenat Daffy Duck de juliol de 1959 a juliol de 1962 (13 números).
Animal Comics es va llançar el 1941 i contenia només sèries originals i no adaptacions de dibuixos animats o reimpersions de tires còmiques. Entre les històries publicades hi ha la sèrie Pogo de Walt Kelly, que apareix al primer número. Pogo no és encara el personatge central de la història, on hi destaca Albert l'al·ligator, i la seva aparença queda molt lluny de la que tindrà quan esdevingui un personatge d'èxit. Animal Comics arriba als 30 números i s'atura el 1948. No va ser fins a 1949, i la seva aparició en una tira diària que Pogo Possum obté també un còmic dedicat a ell, la publicació del qual va cessar el 1954 després de 16 números.
New Funnies és un còmic els personatges del qual provenen de l'estudi de dibuixos animats Walter Lantz Productions com Andy Panda, Oswald the Lucky Rabbit i sobretot Woody Woodpecker que hi apareix el 1942. Després de diverses aparicions el 1947 a Four Color, Woody Woodpecker va obtenir el 1952 el seu propi còmic homònim, que va durar fins al 1984, publicat per Dell i des del 1962 per Gold Key.
Alvin and the Chipmunks, el dibuix, creat el 1958, va ser adaptat per Dell el 1959 per primera vegada al número 1042 de Four Color, però aquest assaig no té èxit i no dona lloc a una sèrie. No va ser fins al desembre de 1962, després de la finalització de l'acord amb Western Publishing, que Dell va llançar un còmic dedicat als personatges que es va publicar fins a l'octubre de 1973.
Fèlix el gat està adaptat en còmic des de 1948. Després de 19 números, Dell deixa de publicar les seves aventures i és reprès per Toby Press. El 1962, Dell va signar de nou un acord per explotar el personatge en els seus còmics, aquesta vegada sense que Western Publishing gestionés els drets. Tanmateix, aquesta recuperació té una vida curta i els còmics s'aturen després de 12 números.

### Humor
El 1945, Dell va publicar el primer número de Marge's Little Lulu inspirada en la tira Little Lulu creada el 1935 per Marjorie Henderson Buell. Aquestes històries d'humor d'una nena són un èxit i el còmic es publica fins a 1962 per Dell i després fins al 1984 per Gold Key. Tot i això, l'autor original no fa cap treball per a aquesta adaptació. Els guions són John Stanley, que també fa el treball a llapis, el que continua després Irving Tripp.

### Còmics de l'oest
L'altre gènere d'èxit que va publica Dell va ser el de l'oest. Les primeres històries d'aquest tipus són, inicialment, sovint adaptacions de pel·lícules, com les que es troben a Roy Rogers Comics però a la dècada de 1950 les telenovel·les prenen el relleu. Gunsmoke s'adapta des del 1956, fins i tot abans que aquesta sèrie fos la que va arribat als millors registres d'audiència. La va seguir Maverick el 1958 i Bat Masterson i Rawhide el 1959.
The Lone Ranger és un heroi que va aparèixer per primera vegada en un drama radiofònic a principis dels anys 30. Després s'adapta a tires còmiques i sèries de televisió. Dell publica les aventures d'aquest vaquer emmascarat en set números de Four Color, entre 1945 i 1947, després en la seva pròpia sèrie des de 1948. Els primers 37 números, com els de Four Color, són reedicions de les tires i és només del número 38 que els còmics consisteixen en aventures inèdites escrites generalment per Paul S. Newman. El còmic, que va arribar fins al número 145, es va publicar fins al 1962, mentre que la sèrie de televisió havia acabat el 1957.
Lobo es va estrenar el desembre de 1965 per Don Arneson al guió i el dibuix de Tony Tallarico és destacable, perquè es tracta del primer còmic dirigit al gran públic del qual l'heroi és de raça negra. La història d'aquest vaquer que intenta demostrar la seva innocència d'un delicte que no va cometre i que travessa l'oest defensant els més febles contra els delinqüents no és original. Tot i això, no és per aquest motiu que la sèrie només coneix dos episodis. De fet, el 90% de les còpies del primer número són retornades a Dell, fins i tot sense sortir de les caixes. Els distribuïdors veient un heroi negre a la portada ni tan sols van voler presentar el títol.

### Guerra
A la primavera de 1940, Dell és la primera editorial que va oferir un còmic l'únic tema del qual és la guerra, anomenat War Comics. Està compost per còmics inspirats en fets històrics o totalment inventats. Alden McWilliams, un artista conegut per la seva atenció per la veracitat de les armes representades, treballa en narracions històriques. Els Estats Units encara no estan en guerra i la sèrie és un fracàs publicant només vuit números. No obstant això, després de 1941, Dell Comics va llançar dues noves sèries de guerra, War Heroes i War Stories. Més tard es publiquen altres sèries com Combat entre octubre de 1961 i octubre de 1973, un dels últims còmics que va publicar Dell, de la qual Sam Glanzman és el dibuixant principal. També hi ha els títols Jungle War Stories, un dels primers còmics que va abordar la guerra al Vietnam, publicat el juliol de 1962 i rebatejat després d'11 números, com Guerilla War per a altres 4 números; Air War Stories, un trimestral del que es publiquen 8 números a partir de 1964, World War Stories de que es publiquen 3 el 1965 i Tales of the Green Beret (5 números del 1967) inspirats en la tira còmica homònima i dibuixats per Sam Glanzman.

### Aventures
Zorro: El 1949, Dell adapta les aventures del Zorro a Four Color (número 228). Noves històries apareixen al número 425 d'octubre de 1952, després al 497 de setembre de 1953, 538 i 574 el 1954, 616 el 1955 i 732 el 1956. Aquestes primeres aventures són adaptacions o s'inspiren en les novel·les originals de Johnston McCulley, però a partir del 1958 comença una nova sèrie, prenent de nou el personatge tal com està retratat a la sèrie de televisió produïda per Walt Disney. Aquesta versió de Zorro apareix en diversos números de Four Color (882, 920, 933, 960, 976, 1003 i 1037). Les portades són imatges de la sèrie. Al desembre de 1959, el personatge obté la seva pròpia sèrie de còmic, la numeració de la qual comença a les 8 i que deixa de publicar-se al setembre de 1961 amb el número 15. Diversos artistes han dibuixat les aventures de Zorro, però el més important segueix sent Alex Toth, que es va ocupar dels episodis en reprendre la sèrie de televisió, publicada a Four Color (tret del número 1037), així com el número 12 de la sèrie. Altres artistes són Warren Tufts (4 episodis), Mel Keefer (2 episodis) i John Ushler (2 episodis).
Tarzan: El 1947, Dell va publicar dues aventures de Tarzan a Four Color (números 134 i 161), i el gener de 1948 va llançar un còmic dedicat a l'heroi anomenat simplement Tarzan. El còmic es publica sense interrupcions fins al número 131 de juliol de 1962. Després d'aquesta data, Gold Key reprèn la sèrie seguint la numeració. Tota la sèrie està escrita per Gaylord DuBois i dibuixada per Jesse Marsh. Tarzan apareix en altres còmics publicats per Dell a la col·lecció Dell Giants and March of Comics, que van ser distribuïts com a regal publicitari per empreses. Les portades, tot i que de vegades són dibuixos o obres pintades, sovint són imatges de l'actor del paper de Tarzan al cinema, com Lex Barker o Gordon Scott.
Kona, Monarch of Monster Isle: creat el 1961 per Don Segall al guió i Sam Glanzman en el dibuix i apareix per primera vegada al número 1256 de Four Color. La història tracta d'una família que després de naufragar arriba a una illa desconeguda on sobreviuen dinosaures i homes prehistòrics, inclosa Kona. Durant els primers deu números, la família i Kona romanen a l'illa, però en el desè, la família aconsegueix sortir de l'illa. A partir de l'onzè número, escrit com els següents per Paul S. Newman, Kona és tret de l'illa i lluita contra tot tipus de monstres, però aquesta vegada a diferents indrets del món. La sèrie s'atura al número 21 i és un dels escassos èxits de Dell després de 1962.

### Fantasia i terror
Després de 1962, Dell intenta alguns títols fantàstics com Dracula, la producció erràtica de la qual només coneix quatre números: el primer el 1962, i les altres tres el 1966. Frankenstein també s'adapta al còmic de Dell, però no té més èxit i només coneix 4 numéros. En la mateixa línia, però més original, Dell publica Ghost Stories en què les històries fantàstiques de vegades es converteixen en horror. Després de 20 numéros originals, dibuixats principalment per Frank Springer, el còmic està format per reedicions, i només el número 35 deroga d'això proposant històries originals. Els dos números següents, que també són els darrers, són reedicions.